# Jutogh
Jutogh là một thị xã quân sự (cantonment) của quận Shimla thuộc bang Himachal Pradesh, Ấn Độ.

## Địa lý
Jutogh có vị trí 31°06′B 77°07′Đ / 31,1°B 77,12°Đ Nó có độ cao trung bình là 1729 mét (5672 feet).

## Nhân khẩu
Theo điều tra dân số năm 2001 của Ấn Độ, Jutogh có dân số 2417 người. Phái nam chiếm 68% tổng số dân và phái nữ chiếm 32%. Jutogh có tỷ lệ 85% biết đọc biết viết, cao hơn tỷ lệ trung bình toàn quốc là 59,5%: tỷ lệ cho phái nam là 90%, và tỷ lệ cho phái nữ là 75%. Tại Jutogh, 10% dân số nhỏ hơn 6 tuổi.